# Перепичка
Пере́пичка (укр. перепічка) — украинская выпечка c дырочками, которая делается из кислого, дрожжевого хлебного теста и печётся на сковороде, смазанной маслом или салом.
Перепичку делали из теста тогда, когда не хватало хлеба для новой выпечки. Закваску не выдерживали несколько часов, как при изготовлении хлеба, а поступали значительно быстрее. Иногда, сделав хлеб, отбирали часть хлебного раствора, замешивали тесто, лепили небольшие булочки и выпекали, не дожидаясь, пока тесто подойдет несколько раз. Такие лепешки из дрожжевого теста, которые выпекают перед хлебом, называются «підпалки» (в диалектах «підпалок» — синоним слова «перепічка»; пол. podpłomyk).
Пекли перепечки преимущественно в субботу на завтрак. Сегодня, несмотря на то, что хлеб домашней выпечки почти вышел из употребления, перепички все ещё есть в крестьянском питании. Современные заведения быстрого питания в тесто, которое используется для выпечки лепёшек, заворачивают сосиски и другие продукты. 
«Киевская перепичка» — популярное заведение быстрого питания в Киеве, где подают исключительно одно блюдо — лепёшку с сосиской. Это блюдо считается одной из кулинарных визиток Киева
.
Также «перепичкой» раньше называли маленький кулич, который оставляли у священника после освящения куличей.

## Галерея

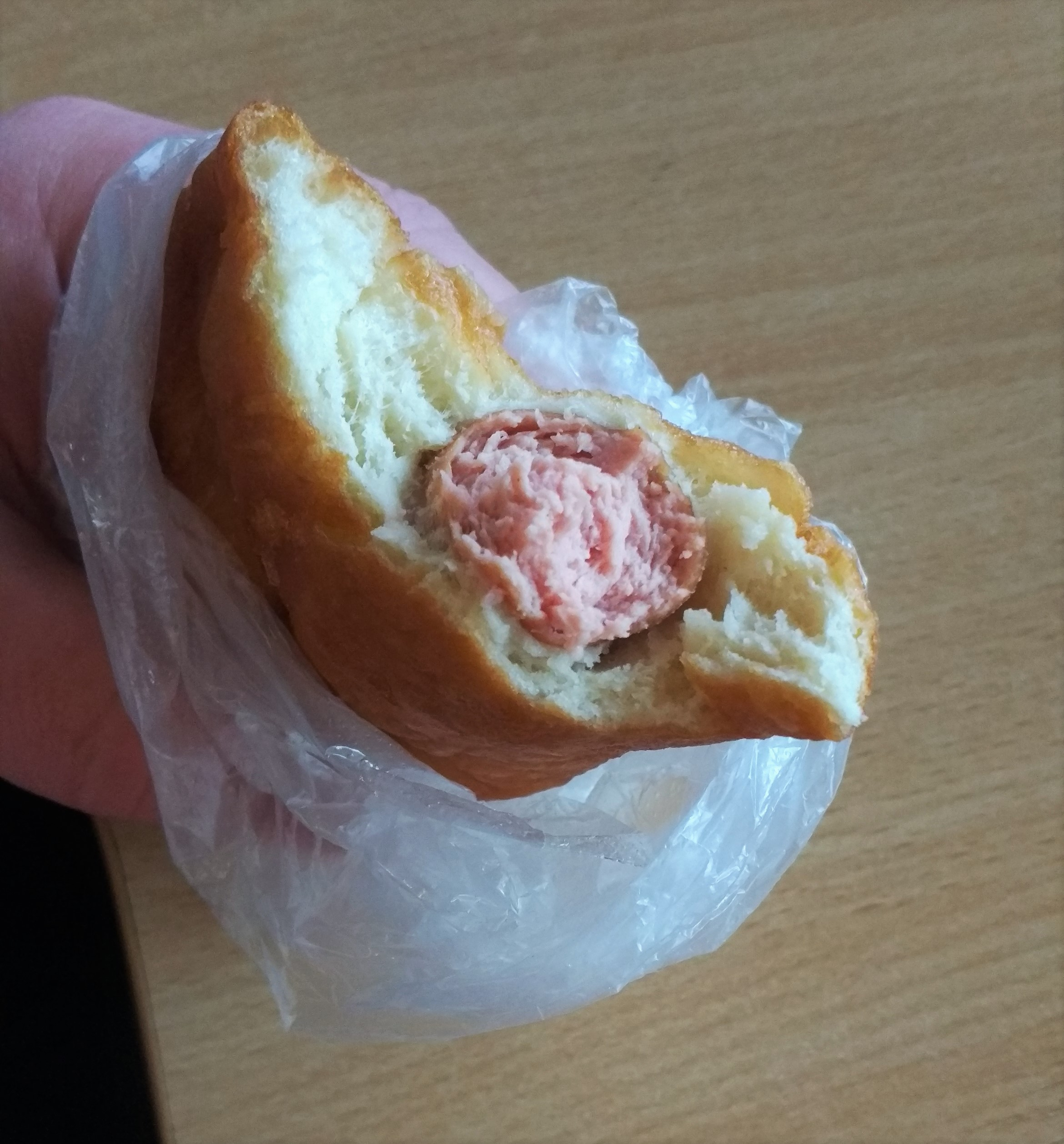
Сосиска в перепичке
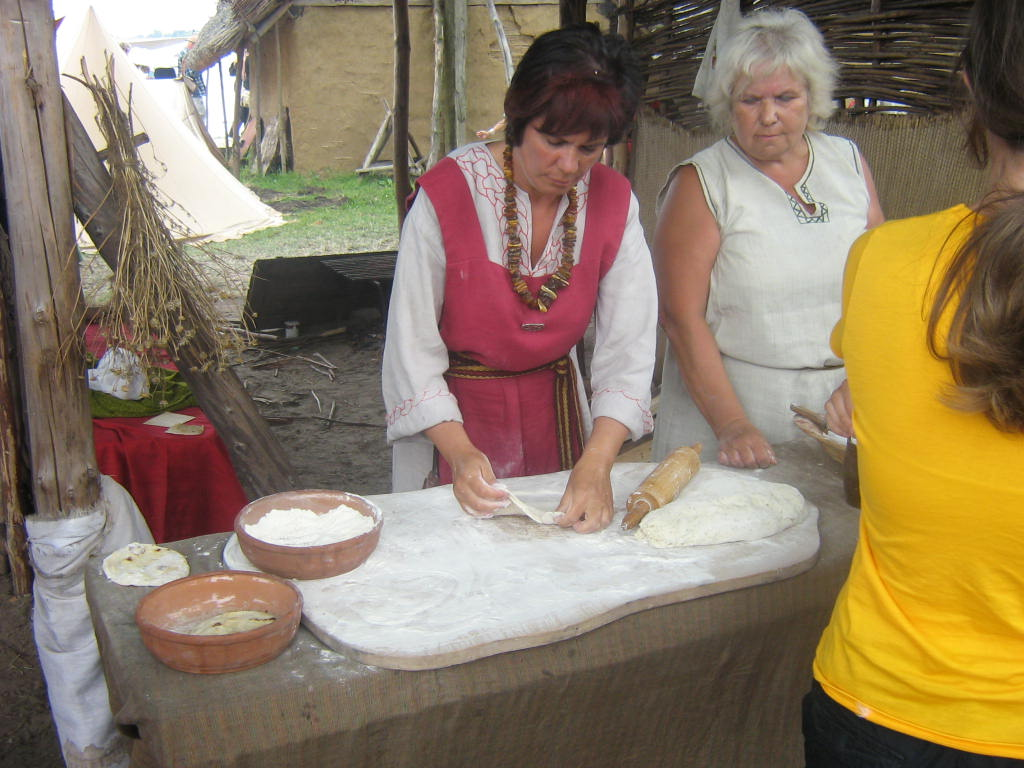
Приготовление перепичек в Польше